# Irfan Iskandar
Irfan Iskandar (* 16. August 2004 in Singapur), mit vollständigen Namen Irfan Iskandar bin Iskandar, ist ein singapurischer Fußballspieler.

## Karriere

### Verein
Irfan Iskandar erlernte das Fußballspielen in der Schulmannschaft der Singapore Sports School. Seinen ersten Vertrag unterschrieb er am 1. Januar 2022 bei dem Erstligisten Young Lions. Die Young Lions sind eine U23-Mannschaft, die 2002 gegründet wurde. In der Elf spielen U23-Nationalspieler und auch Perspektivspieler. Ihnen soll die Möglichkeit gegeben werden, Spielpraxis in der ersten Liga zu sammeln. Sein Erstligadebüt gab Irfan Iskandar am 18. Juni 2022 (12. Spieltag) im Auswärtsspiel gegen Tanjong Pagar United. Bei der 2:0-Niederlage wurde er in der 84. Minute für Glenn Kweh eingewechselt. In seiner ersten Saison bestritt er sechs Erstligaspiele. 2023 kam er in der ersten Liga nicht zum Einsatz.

### Nationalmannschaft
Seit 2022 spielt Iskandar für die singapurische U19-Nationalmannschaft sowie für die U20-Nationalmannschaft.